# 2015-ös Dakar-rali
A 2015-ös Dakar-rali a Dakar-rali történetének harmincötödik megmérettetése volt, s egyúttal a hetedik, melyet Dél-Amerikában tartottak. A verseny Argentína fővárosában, Buenos Airesben kezdődött január 4-én, majd Chilét és Bolíviát érintve visszatérve Chilébe, s a rajt helyszínén fejeződött be január 17-én, több mint 9000 km teljesítését követően. Első alkalommal történt meg, hogy a szervezők külön szünnapot biztosítottak a kategóriáknak, így ezeken a napokon legalább két-két kategória versenyzett.
A viadalt a motorosok között a KTM-es spanyol címvédő Marc Coma nyerte pályafutása során ötödik alkalommal. A quadosok mezőnyében a lengyel Rafał Sonik diadalmaskodott Yamahát hajtva. Az autósok mezőnyében karrierje második Dakar-rali sikerét aratva a katari Nászer el-Attija és a francia Matthieu Baumel nyert egy Minit vezetve. A kamionosok között a Kamaz orosz triója, Ajrat Margyejev, Ajdar Beljajev és Dmitrij Szvisztunov lett a végső győztes.
A verseny harmadik szakaszán életét veszítette a lengyel újonc, Michal Hernik.
Magyarországot a motorosok mezőnyében Dési János (KTM) képviselte, akit kizártak. Az autósok mezőnyében több egység is részt vett a magyar színekben. A toyotás Sebestyén-Bognár duó kiegészült a mongol Jargalsaikhan Damdinbaljirrel. A csapat másik autós egységét a Szaller-Farkas-Laklóth hármas alkotta szintén egy Toyotával. A kamionok versenyében magyar alakulat nem vett részt. Szaller Zoltánék a második, Sebestyén Sándorék a tizenegyedik szakaszon kényszerültek feladni a viadalt.

## Útvonal
| #  | Dátum      | Rajt                                     | Cél                                     |
| -- | ---------- | ---------------------------------------- | --------------------------------------- |
| 1  | Január 4.  | Buenos Aires                             | Villa Carlos Paz                        |
| 2  | Január 5.  | Villa Carlos Paz                         | San Juan                                |
| 3  | Január 6.  | San Juan                                 | Chilecito                               |
| 4  | Január 7.  | Chilecito                                | Copiapó                                 |
| 5  | Január 8.  | Copiapó                                  | Antofagasta                             |
| 6  | Január 9.  | Antofagasta                              | Iquique                                 |
|    | Január 10. | Szünnap a motorosoknak és a quadosoknak  | Szünnap a motorosoknak és a quadosoknak |
| 7  | Január 10. | Iquique                                  | Uyuni (A&K)                             |
| 7  | Január 11. | Iquique                                  | Uyuni (M&Q)                             |
| 8  | Január 11. | Uyuni (A&K)                              | Iquique                                 |
| 8  | Január 12. | Uyuni (M&Q)                              | Iquique                                 |
|    | Január 12. | Szünnap az autósoknak és a kamionosoknak |                                         |
| 9  | Január 13. | Iquique                                  | Calama                                  |
| 10 | Január 14. | Calama                                   | Salta                                   |
| 11 | Január 15. | Salta                                    | Termas de Río Hondo                     |
| 12 | Január 16. | Termas de Río Hondo                      | Rosario                                 |
| 13 | Január 17. | Rosario                                  | Buenos Aires                            |

Jegyzetek: M: Motorosok; Q: Quadosok; A: Autósok; K: Kamionosok.
A 13. szakaszt a heves esőzések miatt félbeszakították.

## Szakaszok

### 1. Szakasz
|          | Motorok  | Motorok           | Motorok                   | Motorok    | Motorok |
| Helyezés | Rajtszám | Versenyző         | Csapat                    | Gyártó     | Idő     |
| -------- | -------- | ----------------- | ------------------------- | ---------- | ------- |
| 1        | 6        | Sam Sunderland    | Red Bull KTM Factory Team | KTM        | 1:18:57 |
| 2        | 7        | Paulo Goncalves   | Team HRC                  | Honda      | +0:05   |
| 3        | 1        | Marc Coma         | Red Bull KTM Factory Team | KTM        | +1:12   |
| 4        | 2        | Joan Barreda Bort | Team HRC                  | Honda      | +1:41   |
| 5        | 14       | Alain Duclos      | Sherco TVS Rally Team     | Sherco TVS | +2:18   |

|          | Quadok   | Quadok            | Quadok                               | Quadok | Quadok  |
| Helyezés | Rajtszám | Versenyző         | Csapat                               | Gyártó | Idő     |
| -------- | -------- | ----------------- | ------------------------------------ | ------ | ------- |
| 1        | 250      | Ignacio Casale    | Tamarugal XC Rally Team              | Yamaha | 1:37:08 |
| 2        | 251      | Rafal Sonik       | Sonik Team                           | Yamaha | +1:07   |
| 3        | 252      | Sergio Lafuente   | Jianming Racing                      | Yamaha | +1:23   |
| 4        | 273      | Mauro Almeida     | Charrua Racing Team                  | Yamaha | +2:41   |
| 5        | 253      | Mohammed Abu-Issa | Maxxis Dakar Team Powered by Super B | Honda  | +3:03   |

|          | Autók    | Autók                                 | Autók                             | Autók   | Autók   |
| Helyezés | Rajtszám | Versenyző                             | Csapat                            | Gyártó  | Idő     |
| -------- | -------- | ------------------------------------- | --------------------------------- | ------- | ------- |
| 1        | 305      | Orlando Terranova Bernardo Graue      | Monster Energy Rally Raid Team    | Mini    | 1:13:12 |
| 2        | 308      | Robby Gordon Johhny Campbell          | Speed Energy Racing               | Gordini | +0:42   |
| 3        | 303      | Giniel de Villiers Dirk von Zitzewitz | Toyota Imperial Team South Africa | Toyota  | +0:50   |
| 4        | 307      | Krzysztof Holowczyc Xavier Panseri    | Monster Energy Rally Raid Team    | Mini    | +0:54   |
| 5        | 316      | Emiliano Spataro Benjamin Lozada      | Renault Duster Team               | Renault | +0:56   |

|          | Kamionok | Kamionok                                           | Kamionok                          | Kamionok       | Kamionok |
| Helyezés | Rajtszám | Versenyző                                          | Csapat                            | Gyártó         | Idő      |
| -------- | -------- | -------------------------------------------------- | --------------------------------- | -------------- | -------- |
| 1        | 504      | Hans Stacey Serge Bruykens Bernard der Kinderen    | Petronas Team de Rooy Iveco       | Iveco          | 1:30:43  |
| 2        | 508      | Marcel van Vliet Marcel Pronk Artur Klein          | Eurol/Veka MAN Rally Team         | MAN            | +0:35    |
| 3        | 503      | Ales Loprais Ferran Marco Alcoyna Jan van der Vaet | Instaforex Loprais Eurol Veka MAN | MAN            | +0:47    |
| 4        | 506      | Martin Kolomy Rene Kilian David Kilian             | Tatra Buggyra Racing              | Tatra          | +0:47    |
| 5        | 513      | Martin van den Brink Peter Willemsen Richard Mouw  | Mammoet Rallysport                | Renault Trucks | +0:58    |

### 2. Szakasz
|          | Motorok  | Motorok           | Motorok                   | Motorok | Motorok |
| Helyezés | Rajtszám | Versenyző         | Csapat                    | Gyártó  | Idő     |
| -------- | -------- | ----------------- | ------------------------- | ------- | ------- |
| 1        | 2        | Joan Barreda Bort | Team HRC                  | Honda   | 7:06:44 |
| 2        | 7        | Paulo Goncalves   | Team HRC                  | Honda   | +4:37   |
| 3        | 11       | Ruben Faria       | Red Bull KTM Factory Team | KTM     | +10:37  |
| 4        | 4        | Jordi Viladoms    | Red Bull KTM Factory Team | KTM     | +11:24  |
| 5        | 26       | Toby Price        | KTM Rally Factory Team    | KTM     | +11:32  |

|          | Quadok   | Quadok            | Quadok                      | Quadok | Quadok                      |
| Helyezés | Rajtszám | Versenyző         | Csapat                      | Gyártó | Idő                         |
| -------- | -------- | ----------------- | --------------------------- | ------ | --------------------------- |
| 1        | 250      | Ignacio Casale    | Tamarugal XC Rally Team     | Yamaha | 6:52:57                     |
| 2        | 252      | Sergio Lafuente   | Jianming Racing             | Yamaha | +0:41                       |
| 3        | 255      | Sebastian Halpern | Mandoza Espiritu Grande     | Yamaha | +5:33                       |
| 4        | 251      | Rafal Sonik       | Sonik Team                  | Yamaha | +11:27 (15 perces büntetés) |
| 5        | 269      | Gaston Gonzalez   | Gaston Gonzalez Racing Team | Yamaha | +15:21                      |

|          | Autók    | Autók                                 | Autók                             | Autók  | Autók   |
| Helyezés | Rajtszám | Versenyző                             | Csapat                            | Gyártó | Idő     |
| -------- | -------- | ------------------------------------- | --------------------------------- | ------ | ------- |
| 1        | 301      | Nászer el-Attija Matthieu Baumel      | Qatar Rally Team                  | Mini   | 5:04:50 |
| 2        | 303      | Giniel de Villiers Dirk von Zitzewitz | Toyota Imperial Team South Africa | Toyota | +8:30   |
| 3        | 315      | Bernhard ten Brinke Tom Colsoul       | Overdrive Toyota                  | Toyota | +10:04  |
| 4        | 307      | Krzysztof Holowczyc Xavier Panseri    | Monster Energy Rally Raid Team    | Mini   | +11:12  |
| 5        | 310      | Vladimir Vasilyev Konstantin Zhiltsov | Vasilyev Racing Team              | Mini   | +16:09  |

|          | Kamionok | Kamionok                                           | Kamionok             | Kamionok       | Kamionok |
| Helyezés | Rajtszám | Versenyző                                          | Csapat               | Gyártó         | Idő      |
| -------- | -------- | -------------------------------------------------- | -------------------- | -------------- | -------- |
| 1        | 502      | Eduard Nikolaev Evgeny Yakovlev Ruslan Akhmadeev   | Kamaz - Master       | Kamaz          | 3:34:01  |
| 2        | 510      | Siarhei Viazovich Pavel Haranin Andrei Zhyhulin    | Maz - Sportauto      | Maz            | +0:46    |
| 3        | 507      | Ajrat Margyejev Ajdar Beljajev Dmitrij Szvisztunov | Kamaz - Master       | Kamaz          | +0:49    |
| 5        | 513      | Martin van den Brink Peter Willemsen Richard Mouw  | Mammoet Rallysport   | Renault Trucks | +2:07    |
| 4        | 506      | Martin Kolomy Rene Kilian David Kilian             | Tatra Buggyra Racing | Tatra          | +2:11    |

### 3. Szakasz
|          | Motorok  | Motorok           | Motorok                   | Motorok | Motorok |
| Helyezés | Rajtszám | Versenyző         | Csapat                    | Gyártó  | Idő     |
| -------- | -------- | ----------------- | ------------------------- | ------- | ------- |
| 1        | 27       | Matthias Walkner  | Red Bull KTM Factory Team | KTM     | 2:34:28 |
| 2        | 1        | Marc Coma         | Red Bull KTM Factory Team | KTM     | +0:40   |
| 3        | 2        | Joan Barreda Bort | Honda HRC                 | Honda   | +1:53   |
| 4        | 26       | Toby Price        | Red Bull KTM Factory Team | KTM     | +2:45   |
| 5        | 7        | Paulo Goncalves   | Team HRC                  | Honda   | +2:49   |

|          | Quadok   | Quadok            | Quadok                               | Quadok | Quadok  |
| Helyezés | Rajtszám | Versenyző         | Csapat                               | Gyártó | Idő     |
| -------- | -------- | ----------------- | ------------------------------------ | ------ | ------- |
| 1        | 258      | Lucas Bonetto     | Equipo YPF Elaion                    | Honda  | 3:08:27 |
| 2        | 255      | Sebastian Halpern | Mendoza Espiritu Grande              | Yamaha | +0:58   |
| 3        | 251      | Rafal Sonik       | Sonik Team                           | Yamaha | +2:14   |
| 4        | 269      | Gaston Gonzalez   | Gaston Gonzalez Racing Team          | Yamaha | +2:14   |
| 5        | 253      | Mohammed Abu-Issa | Maxxis Dakar Team Powered by Super B | Yamaha | +2:29   |

|          | Autók    | Autók                                 | Autók                             | Autók   | Autók   |
| Helyezés | Rajtszám | Versenyző                             | Csapat                            | Gyártó  | Idő     |
| -------- | -------- | ------------------------------------- | --------------------------------- | ------- | ------- |
| 1        | 305      | Orlando Terranova Bernardo Graue      | Monster Energy Rally Raid Team    | Mini    | 2:57:28 |
| 2        | 303      | Giniel de Villiers Dirk von Zitzewitz | Toyota Imperial Team South Africa | Toyota  | +1:54   |
| 3        | 325      | Yazeed Al-Rajhi Timo Gottschalk       | Yazeed Racing                     | Toyota  | +2:52   |
| 4        | 304      | Carlos Sainz Lucas Cruz               | Team Peugeot Total                | Peugeot | +4:06   |
| 5        | 301      | Nászer el-Attija Matthieu Baumel      | Qatar Rally Team                  | Mini    | +4:18   |

|          | Kamionok | Kamionok                                           | Kamionok                          | Kamionok | Kamionok |
| Helyezés | Rajtszám | Versenyző                                          | Csapat                            | Gyártó   | Idő      |
| -------- | -------- | -------------------------------------------------- | --------------------------------- | -------- | -------- |
| 1        | 507      | Ajrat Margyejev Ajdar Beljajev Dmitrij Szvisztunov | Kamaz - Master                    | Kamaz    | 3:19:06  |
| 2        | 500      | Andrey Karginov Andrey Mokeev Igor Leonov          | Kamaz - Master                    | Kamaz    | +1:51    |
| 3        | 501      | Gerard de Rooy Darek Rodewald Jurgen Damen         | Petronas Team de Rooy Iveco       | Iveco    | +4:30    |
| 4        | 503      | Ales Loprais Ferran Marco Alcoyna Jan van der Vaet | Instaforex Loprais Eurol Veka MAN | MAN      | +7:00    |
| 5        | 520      | Dmitry Sotnikov Igor Devyatkin Andrey Aferin       | Kamaz - Master                    | Kamaz    | +7:32    |

### 4. Szakasz
|          | Motorok  | Motorok           | Motorok                   | Motorok | Motorok |
| Helyezés | Rajtszám | Versenyző         | Csapat                    | Gyártó  | Idő     |
| -------- | -------- | ----------------- | ------------------------- | ------- | ------- |
| 1        | 2        | Joan Barreda Bort | Team HRC                  | Honda   | 3:27:28 |
| 2        | 1        | Marc Coma         | Red Bull KTM Factory Team | KTM     | +1:59   |
| 3        | 31       | Pablo Quintanilla | Transportes Artisa        | KTM     | +1:53   |
| 4        | 4        | Jordi Villadoms   | Red Bull KTM Factory Team | KTM     | +10:44  |
| 5        | 11       | Ruben Faria       | Red Bull KTM Factory Team | KTM     | +10:55  |

|          | Quadok   | Quadok                    | Quadok                               | Quadok | Quadok  |
| Helyezés | Rajtszám | Versenyző                 | Csapat                               | Gyártó | Idő     |
| -------- | -------- | ------------------------- | ------------------------------------ | ------ | ------- |
| 1        | 251      | Rafal Sonik               | Sonik Team                           | Yamaha | 4:11:35 |
| 2        | 250      | Ignacio Casale            | Tamarugal XC Rally Team              | Yamaha | +3:26   |
| 3        | 253      | Mohammed Abu-Issa         | Maxxis Dakar Team Powered by Super B | Honda  | +13:14  |
| 4        | 252      | Sergio Lafuente           | Jianming Racing                      | Yamaha | +13:54  |
| 5        | 261      | Jeremias Gonzalez Ferioli | Consultores de Empresas              | Yamaha | +21:08  |

|          | Autók    | Autók                                  | Autók                             | Autók   | Autók   |
| Helyezés | Rajtszám | Versenyző                              | Csapat                            | Gyártó  | Idő     |
| -------- | -------- | -------------------------------------- | --------------------------------- | ------- | ------- |
| 1        | 301      | Nászer el-Attija Matthieu Baumel       | Qatar Rally Team                  | Mini    | 3:09:18 |
| 2        | 300      | Nani Roma Michel Perin                 | Monster Energy Rally Raid Team    | Mini    | +2:40   |
| 3        | 303      | Giniel de Villiers Dirk von Zitzewitz  | Toyota Imperial Team South Africa | Toyota  | +2:57   |
| 4        | 325      | Yazeed Al-Rajhi Timo Gottschalk        | Yazeed Racing                     | Toyota  | +3:25   |
| 5        | 302      | Stephane Peterhansel Jean Paul Cottret | Team Peugeot Total                | Peugeot | +5:48   |

|          | Kamionok | Kamionok                                           | Kamionok                          | Kamionok | Kamionok |
| Helyezés | Rajtszám | Versenyző                                          | Csapat                            | Gyártó   | Idő      |
| -------- | -------- | -------------------------------------------------- | --------------------------------- | -------- | -------- |
| 1        | 502      | Eduard Nikolaev Evgeny Yakovlev Ruslan Akhmadeev   | Kamaz - Master                    | Kamaz    | 2:06:54  |
| 2        | 500      | Andrey Karginov Andrey Mokeev Igor Leonov          | Kamaz - Master                    | Kamaz    | +0:57    |
| 3        | 507      | Ajrat Margyejev Ajdar Beljajev Dmitrij Szvisztunov | Kamaz - Master                    | Kamaz    | +6:10    |
| 4        | 503      | Ales Loprais Ferran Marco Alcoyna Jan van der Vaet | Instaforex Loprais Eurol Veka MAN | MAN      | +10:57   |
| 5        | 504      | Hans Stacey Serge Bruynkens Bernard der Kinderen   | Kamaz - Master                    | Kamaz    | +11:26   |

### 5. Szakasz
|          | Motorok  | Motorok           | Motorok                   | Motorok | Motorok |
| Helyezés | Rajtszám | Versenyző         | Csapat                    | Gyártó  | Idő     |
| -------- | -------- | ----------------- | ------------------------- | ------- | ------- |
| 1        | 1        | Marc Coma         | Red Bull KTM Factory Team | KTM     | 4:38:16 |
| 2        | 2        | Joan Barreda Bort | Team HRC                  | Honda   | +2:16   |
| 3        | 31       | Pablo Quintanilla | Transportes Artisa        | KTM     | +2:40   |
| 4        | 18       | Stefan Svitko     | Slovnaft Team             | KTM     | +3:54   |
| 5        | 7        | Paulo Goncalves   | Team HRC                  | Honda   | +4:37   |

|          | Quadok   | Quadok                       | Quadok                  | Quadok | Quadok  |
| Helyezés | Rajtszám | Versenyző                    | Csapat                  | Gyártó | Idő     |
| -------- | -------- | ---------------------------- | ----------------------- | ------ | ------- |
| 1        | 251      | Rafal Sonik                  | Sonik Team              | Yamaha | 5:47:46 |
| 2        | 250      | Ignacio Casale               | Tamarugal XC Rally Team | Yamaha | +10:51  |
| 3        | 261      | Jeremias Gonzalez Ferioli    | Consultores de Empresas | Yamaha | +21:41  |
| 4        | 252      | Sergio Lafuente              | Jianming Racing         | Yamaha | +22:31  |
| 5        | 254      | Victor Manuel Gallegos Lozic | Tamarugal XC Rally Team | Yamaha | +30:36  |

|          | Autók    | Autók                                  | Autók               | Autók   | Autók   |
| Helyezés | Rajtszám | Versenyző                              | Csapat              | Gyártó  | Idő     |
| -------- | -------- | -------------------------------------- | ------------------- | ------- | ------- |
| 1        | 310      | Vladimir Vasilyev Konstantin Zhiltsov  | G-Energy Team       | Mini    | 4:19:18 |
| 2        | 325      | Yazeed Al-Rajhi Timi Gottschalk        | Yazeed Racing       | Toyota  | +0:20   |
| 3        | 308      | Robby Gordon Johnny Campbell           | Speed Energy Racing | Gordini | +1:25   |
| 4        | 301      | Nászer el-Attija Matthieu Baumel       | Qatar Rally Team    | Mini    | +3:24   |
| 5        | 302      | Stephane Peterhansel Jean Paul Cottret | Team Peugeot Total  | Peugeot | +4:04   |

|          | Kamionok | Kamionok                                           | Kamionok                          | Kamionok | Kamionok |
| Helyezés | Rajtszám | Versenyző                                          | Csapat                            | Gyártó   | Idő      |
| -------- | -------- | -------------------------------------------------- | --------------------------------- | -------- | -------- |
| 1        | 502      | Eduard Nikolaev Evgeny Yakovlev Ruslan Akhmadeev   | Kamaz - Master                    | Kamaz    | 4:34:55  |
| 2        | 507      | Ajrat Margyejev Ajdar Beljajev Dmitrij Szvisztunov | Kamaz - Master                    | Kamaz    | +9:58    |
| 3        | 510      | Siarhei Viazovich Pavel Haranin Andrei Zhyhulin    | Maz - Sportauto                   | Maz      | +15:46   |
| 4        | 503      | Ales Loprais Ferran Marco Alcoyna Jan van der Vaet | Instaforex Loprais Eurol Veka MAN | MAN      | +16:43   |
| 5        | 520      | Dmitry Sotnikov Igor Devyatkin Andrey Aferin       | Kamaz - Master                    | Kamaz    | +20:45   |

### 6. Szakasz
|          | Motorok  | Motorok           | Motorok                | Motorok | Motorok |
| Helyezés | Rajtszám | Versenyző         | Csapat                 | Gyártó  | Idő     |
| -------- | -------- | ----------------- | ---------------------- | ------- | ------- |
| 1        | 5        | Helder Rodrigues  | Team HRC               | Honda   | 3:40:10 |
| 2        | 26       | Toby Price        | KTM Rally Factory Team | KTM     | +1:10   |
| 3        | 7        | Paulo Goncalves   | Team HRC               | Honda   | +1:42   |
| 4        | 31       | Pablo Quintanilla | Transportes Artisa     | KTM     | +6:11   |
| 5        | 18       | Stefan Svitko     | Slovnaft Team          | KTM     | +6:42   |

|          | Quadok   | Quadok                    | Quadok                  | Quadok | Quadok  |
| Helyezés | Rajtszám | Versenyző                 | Csapat                  | Gyártó | Idő     |
| -------- | -------- | ------------------------- | ----------------------- | ------ | ------- |
| 1        | 250      | Ignacio Casale            | Tamarugal XC Rally Team | Yamaha | 4:21:52 |
| 2        | 251      | Rafal Sonik               | Sonik Team              | Yamaha | +8:15   |
| 3        | 252      | Sergio Lafuente           | Jianming Racing         | Yamaha | +23:08  |
| 4        | 261      | Jeremias Gonzalez Ferioli | Consultores de Empresas | Yamaha | +27:35  |
| 5        | 255      | Sebastian Halpern         | Mandoza Espiritu Grande | Yamaha | +47:15  |

|          | Autók    | Autók                                 | Autók                             | Autók   | Autók   |
| Helyezés | Rajtszám | Versenyző                             | Csapat                            | Gyártó  | Idő     |
| -------- | -------- | ------------------------------------- | --------------------------------- | ------- | ------- |
| 1        | 301      | Nászer el-Attija Matthieu Baumel      | Qatar Rally Team                  | Mini    | 2:37:18 |
| 2        | 303      | Giniel de Villiers Dirk von Zitzewitz | Toyota Imperial Team South Africa | Toyota  | +0:37   |
| 3        | 300      | Nani Roma Michel Perin                | Monster Energy Rally Raid Team    | Mini    | +1:24   |
| 4        | 308      | Robby Gordon Johnny Campbell          | Speed Energy Racing               | Gordini | +1:45   |
| 5        | 305      | Orlando Terranova Bernardo Graue      | Monster Energy Rally Raid Team    | Mini    | +5:48   |

|          | Kamionok | Kamionok                                           | Kamionok                    | Kamionok | Kamionok |
| Helyezés | Rajtszám | Versenyző                                          | Csapat                      | Gyártó   | Idő      |
| -------- | -------- | -------------------------------------------------- | --------------------------- | -------- | -------- |
| 1        | 502      | Eduard Nikolaev Evgeny Yakovlev Ruslan Akhmadeev   | Kamaz - Master              | Kamaz    | 2:54:28  |
| 2        | 507      | Ajrat Margyejev Ajdar Beljajev Dmitrij Szvisztunov | Kamaz - Master              | Kamaz    | +5:37    |
| 3        | 500      | Andrey Karginov Andrey Mokeev Igor Leonov          | Kamaz - Master              | Kamaz    | +10:40   |
| 4        | 501      | Gerard de Rooy Darek Rodewald Jurgen Damen         | Petronas Team de Rooy Iveco | Iveco    | +11:31   |
| 5        | 520      | Dmitry Sotnikov Igor Devyatkin Andrey Aferin       | Kamaz - Master              | Kamaz    | +12:44   |

### 7. Szakasz
|          | Motorok  | Motorok           | Motorok                   | Motorok | Motorok |
| Helyezés | Rajtszám | Versenyző         | Csapat                    | Gyártó  | Idő     |
| -------- | -------- | ----------------- | ------------------------- | ------- | ------- |
| 1        | 7        | Paulo Goncalves   | Team HRC                  | Honda   | 3:56:00 |
| 2        | 1        | Marc Coma         | KTM Rally Factory Team    | KTM     | +0:14   |
| 3        | 27       | Matthias Walkner  | Red Bull KTM Factory Team | KTM     | +0:30   |
| 4        | 31       | Pablo Quintanilla | Transportes Artisa        | KTM     | +1:32   |
| 5        | 26       | Toby Price        | KTM Rally Factory Team    | KTM     | +1:49   |

|          | Quadok   | Quadok                          | Quadok                             | Quadok | Quadok  |
| Helyezés | Rajtszám | Versenyző                       | Csapat                             | Gyártó | Idő     |
| -------- | -------- | ------------------------------- | ---------------------------------- | ------ | ------- |
| 1        | 256      | Nelson Augusto Sanabria Galeano | Sanabria - De la Colina Dakar Team | Yamaha | 5:22:12 |
| 2        | 251      | Rafal Sonik                     | Sonik Team                         | Yamaha | +5:46   |
| 3        | 250      | Ignacio Casale                  | Tamarugal XC Rally Team            | Yamaha | +11:37  |
| 4        | 277      | Ricardo Vinet                   | Team Can-Am                        | Can-Am | +24:20  |
| 5        | 252      | Sergio Lafuente                 | Jianming Racing                    | Yamaha | +32:33  |

|          | Autók    | Autók                              | Autók                          | Autók  | Autók   |
| Helyezés | Rajtszám | Versenyző                          | Csapat                         | Gyártó | Idő     |
| -------- | -------- | ---------------------------------- | ------------------------------ | ------ | ------- |
| 1        | 305      | Orlando Terranova Bernardo Graue   | Monster Energy Rally Raid Team | Mini   | 3:31:18 |
| 2        | 325      | Yazeed Al-Rajhi Timo Gottschalk    | Yazeed Racing                  | Toyota | +2:20   |
| 3        | 315      | Bernhard Ten Brinke Tom Colsoul    | Overdrive Toyota               | Toyota | +2:28   |
| 4        | 307      | Krzysztof Holowczyc Xavier Panseri | Monster Energy Rally Raid Team | Mini   | +2:57   |
| 5        | 300      | Nani Roma Michel Perin             | Monster Energy Rally Raid Team | Mini   | +4:02   |

|          | Kamionok | Kamionok                                           | Kamionok                          | Kamionok | Kamionok |
| Helyezés | Rajtszám | Versenyző                                          | Csapat                            | Gyártó   | Idő      |
| -------- | -------- | -------------------------------------------------- | --------------------------------- | -------- | -------- |
| 1        | 503      | Ales Loprais Ferran Marco Alcoyna Jan van der Vaet | Instaforex Loprais Eurol Veka MAN | MAN      | 4:02:54  |
| 2        | 501      | Gerard de Rooy Darek Rodewald Jurgen Damen         | Petronas Team de Rooy Iveco       | Iveco    | +5:39    |
| 3        | 500      | Andrey Karginov Andrey Mokeev Igor Leonov          | Kamaz - Master                    | Kamaz    | +5:49    |
| 4        | 520      | Dmitry Sotnikov Igor Devyatkin Andrey Aferin       | Kamaz - Master                    | Kamaz    | +7:17    |
| 5        | 507      | Ajrat Margyejev Ajdar Beljajev Dmitrij Szvisztunov | Kamaz - Master                    | Kamaz    | +8:14    |

### 8. Szakasz
|          | Motorok  | Motorok                | Motorok                         | Motorok | Motorok |
| Helyezés | Rajtszám | Versenyző              | Csapat                          | Gyártó  | Idő     |
| -------- | -------- | ---------------------- | ------------------------------- | ------- | ------- |
| 1        | 31       | Pablo Quintanilla      | Transportes Artisa              | KTM     | 2:56:19 |
| 2        | 10       | Juan Pedrero Garcia    | Pont Grup - Yamaha - JVO Racing | Yamaha  | +0:11   |
| 3        | 18       | Stefan Svitko          | Slovnaft Team                   | KTM     | +0:12   |
| 4        | 26       | Toby Price             | KTM Rally Factory Team          | KTM     | +0:41   |
| 5        | 29       | Laia Sanz Pla-Giribert | Team HRC                        | Honda   | +2:36   |

|          | Quadok   | Quadok                    | Quadok                  | Quadok | Quadok  |
| Helyezés | Rajtszám | Versenyző                 | Csapat                  | Gyártó | Idő     |
| -------- | -------- | ------------------------- | ----------------------- | ------ | ------- |
| 1        | 261      | Jeremias Gonzalez Ferioli | Consultores de Empreras | Yamaha | 3:43:35 |
| 2        | 250      | Ignacio Casale            | Tamarugal XC Rally Team | Yamaha | +7:54   |
| 3        | 252      | Sergio Lafuente           | Jianming Racing         | Yamaha | +11:04  |
| 4        | 283      | Walter Nosiglia           | Mec Team                | Honda  | +16:38  |
| 5        | 260      | Christophe Declerck       | Team Quad Aventures     | Yamaha | +29:37  |

|          | Autók    | Autók                                | Autók                             | Autók  | Autók   |
| Helyezés | Rajtszám | Versenyző                            | Csapat                            | Gyártó | Idő     |
| -------- | -------- | ------------------------------------ | --------------------------------- | ------ | ------- |
| 1        | 325      | Yazeed Al-Rajhi Timo Gottschalk      | Yazeed Racing                     | Toyota | 3:26:49 |
| 2        | 305      | Orlando Terranova Bernardo Graue     | Monster Energy Rally Raid Team    | Mini   | +1:12   |
| 3        | 301      | Nasser Al-Attijah Matthieu Baumel    | Qatar Rally Team                  | Mini   | +2:36   |
| 4        | 303      | Giniel de Viliers Dirk von Zitzewitz | Toyota Imperial Team South Africa | Toyota | +2:49   |
| 5        | 307      | Krzysztof Holowczyc Xavier Panseri   | Monster Energy Rally Raid Team    | Mini   | +3:12   |

|          | Kamionok | Kamionok                                           | Kamionok                          | Kamionok | Kamionok |
| Helyezés | Rajtszám | Versenyző                                          | Csapat                            | Gyártó   | Idő      |
| -------- | -------- | -------------------------------------------------- | --------------------------------- | -------- | -------- |
| 1        | 502      | Eduard Nikolaev Evgeny Yakovlev Ruslan Akhmadeev   | Kamaz - Master                    | Kamaz    | 3:25:47  |
| 2        | 501      | Gerard de Rooy Darek Rodewald Jurgen Damen         | Petronas Team de Rooy Iveco       | Iveco    | +11:16   |
| 3        | 500      | Andrey Karginov Andrey Mokeev Igor Leonov          | Kamaz - Master                    | Kamaz    | +14:58   |
| 4        | 503      | Ales Loprais Ferran Marco Alcoyna Jan van der Vaet | Instaforex Loprais Eurol Veka MAN | MAN      | +20:01   |
| 5        | 507      | Ajrat Margyejev Ajdar Beljajev Dmitrij Szvisztunov | Kamaz - Master                    | Kamaz    | +32:02   |

### 9. Szakasz
|          | Motorok  | Motorok          | Motorok                        | Motorok | Motorok |
| Helyezés | Rajtszám | Versenyző        | Csapat                         | Gyártó  | Idő     |
| -------- | -------- | ---------------- | ------------------------------ | ------- | ------- |
| 1        | 5        | Helder Rodrigues | Team HRC                       | Honda   | 5:06:14 |
| 2        | 7        | Paulo Goncalves  | Team HRC                       | Honda   | +3:51   |
| 3        | 1        | Marc Coma        | Red Bull KTM Factory Team      | KTM     | +7:34   |
| 4        | 22       | Javier Pizzolito | Honda South America Rally Team | Honda   | +20:07  |
| 5        | 18       | Stefan Svitko    | Slovnaft Team                  | KTM     | +21:40  |

|          | Quadok   | Quadok                       | Quadok                  | Quadok | Quadok  |
| Helyezés | Rajtszám | Versenyző                    | Csapat                  | Gyártó | Idő     |
| -------- | -------- | ---------------------------- | ----------------------- | ------ | ------- |
| 1        | 254      | Victor Manuel Gallegos Lozic | Tamarugal XC Rally Team | Yamaha | 6:31:46 |
| 2        | 251      | Rafal Sonik                  | Sonik Team              | Yamaha | +15:35  |
| 3        | 252      | Sergio Lafuente              | Jianming Racing         | Yamaha | +25:29  |
| 4        | 250      | Ignacio Casale               | Tamarugal XC Rally Team | Yamaha | +26:24  |
| 5        | 261      | Jeremias Gonzalez Ferioli    | Consultores de Empreras | Yamaha | +30:21  |

|          | Autók    | Autók                                 | Autók                             | Autók  | Autók   |
| Helyezés | Rajtszám | Versenyző                             | Csapat                            | Gyártó | Idő     |
| -------- | -------- | ------------------------------------- | --------------------------------- | ------ | ------- |
| 1        | 300      | Nani Roma Michel Perin                | Yazeed Racing                     | Toyota | 4:41:56 |
| 2        | 301      | Nasser Al-Attijah Matthieu Baumel     | Qatar Rally Team                  | Mini   | +6:27   |
| 3        | 310      | Vladimir Vasilyev Konstantin Zhiltsov | G-Energy Team                     | Mini   | +15:52  |
| 4        | 303      | Giniel de Viliers Dirk von Zitzewitz  | Toyota Imperial Team South Africa | Toyota | +21:58  |
| 5        | 325      | Yazeed Al-Rajhi Timo Gottschalk       | Yazeed Racing                     | Toyota | +27:16  |

|          | Kamionok | Kamionok                                           | Kamionok                          | Kamionok | Kamionok |
| Helyezés | Rajtszám | Versenyző                                          | Csapat                            | Gyártó   | Idő      |
| -------- | -------- | -------------------------------------------------- | --------------------------------- | -------- | -------- |
| 1        | 507      | Ajrat Margyejev Ajdar Beljajev Dmitrij Szvisztunov | Kamaz - Master                    | Kamaz    | 5:19:29  |
| 2        | 502      | Eduard Nikolaev Evgeny Yakovlev Ruslan Akhmadeev   | Kamaz - Master                    | Kamaz    | +1:29    |
| 3        | 501      | Gerard de Rooy Darek Rodewald Jurgen Damen         | Petronas Team de Rooy Iveco       | Iveco    | +7:05    |
| 4        | 500      | Andrey Karginov Andrey Mokeev Igor Leonov          | Kamaz - Master                    | Kamaz    | +15:33   |
| 5        | 503      | Ales Loprais Ferran Marco Alcoyna Jan van der Vaet | Instaforex Loprais Eurol Veka MAN | MAN      | +18:58   |

### 10. Szakasz
|          | Motorok  | Motorok           | Motorok                   | Motorok | Motorok |
| Helyezés | Rajtszám | Versenyző         | Csapat                    | Gyártó  | Idő     |
| -------- | -------- | ----------------- | ------------------------- | ------- | ------- |
| 1        | 2        | Joan Barreda Bort | Team HRC                  | Honda   | 4:07:11 |
| 2        | 1        | Marc Coma         | Red Bull KTM Factory Team | KTM     | +1:39   |
| 3        | 11       | Ruben Faria       | Red Bull KTM Factory Team | KTM     | +1:57   |
| 4        | 26       | Toby Price        | KTM Rally Factory Team    | KTM     | +2:14   |
| 5        | 7        | Paulo Goncalves   | Team HRC                  | Honda   | +3:46   |

|          | Quadok   | Quadok                          | Quadok                             | Quadok | Quadok  |
| Helyezés | Rajtszám | Versenyző                       | Csapat                             | Gyártó | Idő     |
| -------- | -------- | ------------------------------- | ---------------------------------- | ------ | ------- |
| 1        | 256      | Nelson Augusto Sanabria Galeano | Sanabria - De la Colina Dakar Team | Yamaha | 4:58:29 |
| 2        | 261      | Jeremias Gonzalez Ferioli       | Consultores de Empreras            | Yamaha | +3:10   |
| 3        | 283      | Walter Nosiglia                 | Mec Team                           | Honda  | +4:00   |
| 4        | 251      | Rafal Sonik                     | Sonik Team                         | Yamaha | +5:14   |
| 5        | 260      | Christophe Declerck             | Team Quad Aventures                | Yamaha | +7:14   |

|          | Autók    | Autók                                | Autók                             | Autók  | Autók   |
| Helyezés | Rajtszám | Versenyző                            | Csapat                            | Gyártó | Idő     |
| -------- | -------- | ------------------------------------ | --------------------------------- | ------ | ------- |
| 1        | 301      | Nasser Al-Attijah Matthieu Baumel    | Qatar Rally Team                  | Mini   | 3:49:59 |
| 2        | 305      | Orlando Terranova Bernardo Graue     | Monster Energy Rally Raid Team    | Mini   | +1:35   |
| 3        | 325      | Yazeed Al-Rajhi Timo Gottschalk      | Yazeed Racing                     | Toyota | +3:39   |
| 4        | 327      | Leeroy Poulter Robert Howie          | Toyota Imperial Team South Africa | Toyota | +4:06   |
| 5        | 303      | Giniel de Viliers Dirk von Zitzewitz | Toyota Imperial Team South Africa | Toyota | +4:24   |

|          | Kamionok | Kamionok                                           | Kamionok                          | Kamionok | Kamionok |
| Helyezés | Rajtszám | Versenyző                                          | Csapat                            | Gyártó   | Idő      |
| -------- | -------- | -------------------------------------------------- | --------------------------------- | -------- | -------- |
| 1        | 502      | Eduard Nikolaev Evgeny Yakovlev Ruslan Akhmadeev   | Kamaz - Master                    | Kamaz    | 4:18:17  |
| 2        | 507      | Ajrat Margyejev Ajdar Beljajev Dmitrij Szvisztunov | Kamaz - Master                    | Kamaz    | +0:49    |
| 3        | 510      | Siarhei Viazovich Pavel Haranin Andrei Zhyhulin    | Maz - Sportauto                   | Maz      | +1:19    |
| 4        | 503      | Ales Loprais Ferran Marco Alcoyna Jan van der Vaet | Instaforex Loprais Eurol Veka MAN | MAN      | +4:42    |
| 5        | 501      | Gerard de Rooy Darek Rodewald Jurgen Damen         | Petronas Team de Rooy Iveco       | Iveco    | +5:19    |

### 11. Szakasz
|          | Motorok  | Motorok           | Motorok                   | Motorok | Motorok |
| Helyezés | Rajtszám | Versenyző         | Csapat                    | Gyártó  | Idő     |
| -------- | -------- | ----------------- | ------------------------- | ------- | ------- |
| 1        | 21       | Ivan Jakes        | Jakes Dakar Team          | KTM     | 2:28:08 |
| 2        | 11       | Ruben Faria       | Red Bull KTM Factory Team | KTM     | +0:08   |
| 3        | 26       | Toby Price        | KTM Rally Factory Team    | KTM     | +0:42   |
| 4        | 1        | Marc Coma         | Red Bull KTM Factory Team | KTM     | +1:05   |
| 5        | 31       | Pablo Quintanilla | Transportes Artisa        | KTM     | +2:38   |

|          | Quadok   | Quadok                          | Quadok                             | Quadok | Quadok  |
| Helyezés | Rajtszám | Versenyző                       | Csapat                             | Gyártó | Idő     |
| -------- | -------- | ------------------------------- | ---------------------------------- | ------ | ------- |
| 1        | 260      | Christophe Declerck             | Team Quad Aventures                | Yamaha | 3:56:39 |
| 2        | 256      | Nelson Augusto Sanabria Galeano | Sanabria - Da la Colina Dakar Team | Yamaha | +6:35   |
| 3        | 283      | Walter Nosiglia                 | Mec Team                           | Honda  | +6:50   |
| 4        | 286      | Willem Saaijman                 | Team Rhide Sa 2                    | Yamaha | +6:50   |
| 5        | 261      | Jeremias Gonzalez Ferioli       | Consultores de Empreras            | Yamaha | +7:34   |

|          | Autók    | Autók                                 | Autók                                    | Autók  | Autók   |
| Helyezés | Rajtszám | Versenyző                             | Csapat                                   | Gyártó | Idő     |
| -------- | -------- | ------------------------------------- | ---------------------------------------- | ------ | ------- |
| 1        | 301      | Nasser Al-Attijah Matthieu Baumel     | Qatar Rally Team                         | Mini   | 1:53:10 |
| 2        | 305      | Orlando Terranova Bernardo Graue      | Monster Energy Rally Raid Team           | Mini   | +0:27   |
| 3        | 303      | Giniel de Viliers Dirk von Zitzewitz  | Toyota Imperial Team South Africa        | Toyota | +0:39   |
| 4        | 339      | Benediktas Vanagas Andrei Rudnitski   | General Financing - Autopaslauga by Pitl | Toyota | +0:40   |
| 5        | 310      | Vladimir Vasilyev Konstantin Zhiltsov | G-Energy Team                            | Mini   | +1:16   |

|          | Kamionok | Kamionok                                         | Kamionok                    | Kamionok | Kamionok |
| Helyezés | Rajtszám | Versenyző                                        | Csapat                      | Gyártó   | Idő      |
| -------- | -------- | ------------------------------------------------ | --------------------------- | -------- | -------- |
| 1        | 504      | Hans Stacey Serge Bruynkens Bernard der Kinderen | Petronas Team de Rooy Iveco | Iveco    | 2:08:11  |
| 2        | 501      | Gerard de Rooy Darek Rodewald Jurgen Damen       | Petronas Team de Rooy Iveco | Iveco    | +1:10    |
| 3        | 502      | Eduard Nikolaev Evgeny Yakovlev Ruslan Akhmadeev | Kamaz - Master              | Kamaz    | +1:56    |
| 4        | 510      | Siarhei Viazovich Pavel Haranin Andrei Zhyhulin  | Maz - Sportauto             | Maz      | +2:00    |
| 5        | 508      | Marcel van Vliet Marcel Pronk Artur Klein        | Eurol/Veka MAN Rally Team   | MAN      | +3:07    |

### 12. Szakasz
|          | Motorok  | Motorok           | Motorok                | Motorok | Motorok |
| Helyezés | Rajtszám | Versenyző         | Csapat                 | Gyártó  | Idő     |
| -------- | -------- | ----------------- | ---------------------- | ------- | ------- |
| 1        | 26       | Toby Price        | KTM Rally Factory Team | KTM     | 3:19:04 |
| 2        | 2        | Joan Barreda Bort | Team HRC               | Honda   | +1:55   |
| 3        | 26       | Paulo Goncalves   | Team HRC               | Honda   | +3:02   |
| 4        | 21       | Ivan Jakes        | Jakes Dakar Team       | KTM     | +3:08   |
| 5        | 18       | Stefan Svitko     | Slovnaft Team          | KTM     | +5:01   |

|          | Quadok   | Quadok                          | Quadok                             | Quadok | Quadok  |
| Helyezés | Rajtszám | Versenyző                       | Csapat                             | Gyártó | Idő     |
| -------- | -------- | ------------------------------- | ---------------------------------- | ------ | ------- |
| 1        | 260      | Christophe Declerck             | Team Quad Aventures                | Yamaha | 3:47:15 |
| 2        | 256      | Nelson Augusto Sanabria Galeano | Sanabria - Da la Colina Dakar Team | Yamaha | +7:09   |
| 3        | 283      | Walter Nosiglia                 | Mec Team                           | Honda  | +9:31   |
| 4        | 251      | Rafal Sonik                     | Sonik Team                         | Yamaha | +10:05  |
| 5        | 286      | Willem Saaijman                 | Team Rhide Sa 2                    | Yamaha | +10:27  |

|          | Autók    | Autók                                 | Autók                          | Autók   | Autók   |
| Helyezés | Rajtszám | Versenyző                             | Csapat                         | Gyártó  | Idő     |
| -------- | -------- | ------------------------------------- | ------------------------------ | ------- | ------- |
| 1        | 305      | Orlando Terranova Bernardo Graue      | Monster Energy Rally Raid Team | Mini    | 3:04:06 |
| 2        | 310      | Vladimir Vasilyev Konstantin Zhiltsov | G-Energy Team                  | Mini    | +0:30   |
| 3        | 316      | Emiliano Spataro Benjamin Lozada      | Renault Duster Team            | Renault | +1:29   |
| 4        | 301      | Nasser Al-Attijah Matthieu Baumel     | Qatar Rally Team               | Mini    | +1:37   |
| 5        | 315      | Bernhard ten Brinke Tom Colsoul       | Overdrive Toyota               | Toyota  | +1:50   |

|          | Kamionok | Kamionok                                           | Kamionok                    | Kamionok | Kamionok |
| Helyezés | Rajtszám | Versenyző                                          | Csapat                      | Gyártó   | Idő      |
| -------- | -------- | -------------------------------------------------- | --------------------------- | -------- | -------- |
| 1        | 504      | Hans Stacey Serge Bruynkens Bernard der Kinderen   | Petronas Team de Rooy Iveco | Iveco    | 3:33:39  |
| 2        | 508      | Marcel van Vliet Marcel Pronk Artur Klein          | Eurol/Veka MAN Rally Team   | MAN      | +0:18    |
| 3        | 501      | Gerard de Rooy Darek Rodewald Jurgen Damen         | Petronas Team de Rooy Iveco | Iveco    | +0:28    |
| 4        | 520      | Dmitry Sotnikov Igor Devyatkin Andrey Aferin       | Kamaz - Master              | Kamaz    | +1:09    |
| 5        | 507      | Ajrat Margyejev Ajdar Beljajev Dmitrij Szvisztunov | Kamaz - Master              | Kamaz    | +1:15    |

### 13. Szakasz
|          | Motorok  | Motorok         | Motorok                   | Motorok | Motorok |
| Helyezés | Rajtszám | Versenyző       | Csapat                    | Gyártó  | Idő     |
| -------- | -------- | --------------- | ------------------------- | ------- | ------- |
| 1        | 21       | Ivan Jakes      | Jakes Dakar Team          | KTM     | 0:52:06 |
| 2        | 18       | Stefan Svitko   | Slovnaft Team             | KTM     | +0:45   |
| 3        | 26       | Toby Price      | KTM Rally Factory Team    | KTM     | +1:07   |
| 4        | 7        | Paulo Goncalves | Team HRC                  | Honda   | +1:15   |
| 5        | 1        | Marc Coma       | Red Bull KTM Factory Team | KTM     | +3:11   |

|          | Quadok   | Quadok                          | Quadok                             | Quadok | Quadok  |
| Helyezés | Rajtszám | Versenyző                       | Csapat                             | Gyártó | Idő     |
| -------- | -------- | ------------------------------- | ---------------------------------- | ------ | ------- |
| 1        | 286      | Willem Saaijman                 | Team Rhide Sa 2                    | Yamaha | 1:05:05 |
| 2        | 260      | Christophe Declerck             | Team Quad Aventures                | Yamaha | +0:06   |
| 3        | 270      | Daniel Domaszewski              | Equipo YPF Elaion Moto Rally       | Honda  | +0:09   |
| 4        | 278      | Juan Carlos Carignani           | Black Forest Quad Germany          | Yamaha | +0:39   |
| 5        | 256      | Nelson Augusto Sanabria Galeano | Sanabria - Da la Colina Dakar Team | Yamaha | +3:42   |

|          | Autók    | Autók                                 | Autók                             | Autók   | Autók   |
| Helyezés | Rajtszám | Versenyző                             | Csapat                            | Gyártó  | Idő     |
| -------- | -------- | ------------------------------------- | --------------------------------- | ------- | ------- |
| 1        | 308      | Robby Gordon Johnny Campbell          | Speed Energy Racing               | Gordini | 0:13:16 |
| 2        | 327      | Leeroy Poulter Robert Howie           | Toyota Imperial Team South Africa | Toyota  | +0:25   |
| 3        | 316      | Emiliano Spataro Benjamin Lozada      | Renault Duster Team               | Renault | +0:29   |
| 4        | 305      | Orlando Terranova Bernardo Graue      | Monster Energy Rally Raid Team    | Mini    | +0:31   |
| 5        | 303      | Giniel de Villiers Dirk von Zitzewitz | Toyota Imperial Team South Africa | Toyota  | +0:34   |

|          | Kamionok | Kamionok                                           | Kamionok                    | Kamionok | Kamionok |
| Helyezés | Rajtszám | Versenyző                                          | Csapat                      | Gyártó   | Idő      |
| -------- | -------- | -------------------------------------------------- | --------------------------- | -------- | -------- |
| 1        | 504      | Hans Stacey Serge Bruynkens Bernard der Kinderen   | Petronas Team de Rooy Iveco | Iveco    | 0:20:31  |
| 2        | 508      | Marcel van Vliet Marcel Pronk Artur Klein          | Eurol/Veka MAN Rally Team   | MAN      | +1:21    |
| 3        | 507      | Ajrat Margyejev Ajdar Beljajev Dmitrij Szvisztunov | Kamaz - Master              | Kamaz    | +2:23    |
| 4        | 520      | Dmitry Sotnikov Igor Devyatkin Andrey Aferin       | Kamaz - Master              | Kamaz    | +2:45    |
| 5        | 502      | Eduard Nikolaev Evgeny Yakovlev Ruslan Akhmadeev   | Kamaz - Master              | Kamaz    | +3:32    |

## Végeredmény

### Motorosok
| #  | Rajtszám | Versenyző              | Csapat                                   | Gyártó | Idő      |
| -- | -------- | ---------------------- | ---------------------------------------- | ------ | -------- |
| 1  | 1        | Marc Coma              | Red Bull KTM Factory Team                | KTM    | 46:03:49 |
| 2  | 7        | Paulo Goncalves        | Team HRC                                 | Honda  | +16:53   |
| 3  | 26       | Toby Price             | KTM Rally Factory Team                   | KTM    | +23:14   |
| 4  | 31       | Pablo Quintanilla      | Transportes Artisa                       | KTM    | +38:38   |
| 5  | 18       | Stefan Svitko          | Slovnaft Team                            | KTM    | +44:17   |
| 6  | 11       | Ruben Faria            | Red Bull KTM Factory Team                | KTM    | +1:57:50 |
| 7  | 9        | David Casteu           | Team Casteu Adventure                    | KTM    | +2:00:14 |
| 8  | 21       | Ivan Jakes             | Jakes Dakar Team                         | KTM    | +2:18:18 |
| 9  | 29       | Laia Sanz Pla-Giribert | Team HRC                                 | Honda  | +2:24:21 |
| 10 | 3        | Oliver Pain            | Yamaha Factory Racing Rally Team Yamalub | Yamaha | +3:09:09 |

### Quadosok
| #  | Rajtszám | Versenyző                       | Csapat                             | Gyártó | Idő       |
| -- | -------- | ------------------------------- | ---------------------------------- | ------ | --------- |
| 1  | 251      | Rafal Sonik                     | Sonik Team                         | Yamaha | 57:18:39  |
| 2  | 261      | Jeremias Gonzalez Ferioli       | Consultores de Empresas            | Yamaha | +2:54:50  |
| 3  | 283      | Walter Nosiglia                 | Mec Team                           | Honda  | +3:42:56  |
| 4  | 256      | Nelson Augusto Sanabria Galeano | Sanabria - De la Colina Dakar Team | Yamaha | +4:09:57  |
| 5  | 260      | Christophe Declerck             | Team Quad Aventures                | Yamaha | +5:48:40  |
| 6  | 270      | Daniel Domaszewski              | Equipo YPF Elaion Moto Rally       | Honda  | +8:36:10  |
| 7  | 257      | Sebastian Palma                 | Tamarugal XC Rally Team            | Can-Am | +10:30:14 |
| 8  | 265      | Santiago Hansen                 | Mec Team                           | Honda  | +13:24:30 |
| 9  | 286      | Willem Saaijman                 | Team Rhide Sa 2                    | Yamaha | +13:28:38 |
| 10 | 295      | Andre Suguita                   | Mazzucco Rally Raid Team Can-Am    | Can-Am | +22:21:14 |

### Autósok
| #  | Rajtszám | Versenyző                             | Csapat                            | Gyártó     | Idő      |
| -- | -------- | ------------------------------------- | --------------------------------- | ---------- | -------- |
| 1  | 301      | Nászer el-Attija Matthieu Baumel      | Qatat Rally Team                  | Mini       | 40:32:25 |
| 2  | 303      | Giniel de Villiers Dirk von Zitzewitz | Toyota Imperial Team South Africa | Toyota     | +35:34   |
| 3  | 307      | Krzysztof Holowczyc Xavier Panseri    | Monster Energy Rally Raid Team    | Mini       | +1:32:01 |
| 4  | 314      | Erik van Loon Wouter Rosegaar         | Xdakar                            | Mini       | +3:01:52 |
| 5  | 310      | Vladimir Vasilyev Konstantin Zhiltsov | G-Energy Team                     | Mini       | +3:12:41 |
| 6  | 309      | Christian Lavieille Pascal Maimon     | Overdrive Toyota                  | Toyota     | +3:15:58 |
| 7  | 315      | Bernhard ten Brinke Tom Colsoul       | Overdrive Toyota                  | Toyota     | +3:42:02 |
| 8  | 306      | Carlos Souza Paulo Fiuza              | Mitsubishi Petrobras              | Mitsubishi | +3:44:59 |
| 9  | 329      | Aidyn Rakhimbayev Anton Nikolaev      | Astana Dakar Team                 | Mini       | +4:08:44 |
| 10 | 320      | Ronan Chabot Gilles Pillot            | Toys Motors - SMG                 | Buggy      | +4:42:36 |

### Kamionosok
| #  | Rajtszám | Versenyző                                                  | Csapat                            | Gyártó | Idő      |
| -- | -------- | ---------------------------------------------------------- | --------------------------------- | ------ | -------- |
| 1  | 507      | Ajrat Margyejev Ajdar Beljajev Dmitrij Szvisztunov         | Kamaz - Master                    | Kamaz  | 42:22:01 |
| 2  | 502      | Eduard Nikolaev Evgeny Yakovlev Ruslan Akhmadeev           | Kamaz - Master                    | Kamaz  | +13:52   |
| 3  | 500      | Andrey Karginov Andrey Mokeev Igor Leonov                  | Kamaz - Master                    | Kamaz  | +51:00   |
| 4  | 503      | Ales Loprais Ferran Marco Alcoyna Jan van der Vaet         | Instaforex Loprais Eurol Veka MAN | MAN    | +1:56:37 |
| 5  | 520      | Dmitry Sotnikov Igor Devyatkin Andrey Aferin               | Kamaz - Master                    | Yamaha | +2:24:32 |
| 6  | 504      | Hans Stacey Serge Bruynkens Bernard der Kinderen           | Petronas Team de Rooy Iveco       | Iveco  | +2:29:29 |
| 7  | 506      | Martin Kolomy Rene Kilian David Kilian                     | Tatra Buggyra Racing              | Tatra  | +4:07:29 |
| 8  | 508      | Marcel van Vliet Marcel Pronk Artur Klein                  | Eurol/Veka MAN Rally Team         | MAN    | +4:19:41 |
| 9  | 501      | Gerard de Rooy Darek Rodewald Jurgen Damen                 | Petronas Team de Rooy Iveco       | Iveco  | +7:08:41 |
| 10 | 535      | Aleksandr Vasilevski Valery Kazlouski Anton Zaparoshchanka | Maz - Sportauto                   | Maz    | +7:08:59 |